# 1932 Jansky
Az 1932 Jansky (ideiglenes jelöléssel 1971 UB1) a Naprendszer kisbolygóövében található aszteroida. Luboš Kohoutek fedezte fel 1971. október 26-án.